# Никулин, Сергей Михайлович
Сергей Михайлович Никулин (23 ноября 1925, Широковское, Уральская область — 18 декабря 1997, Вышгород, Рязанская область) — советский хозяйственный, государственный и партийный деятель, птицевод. Участник Великой Отечественной войны, ефрейтор. Герой Социалистического Труда, лауреат Премии Совета Министров СССР.

## Биография
Сергей Михайлович Никулин родился в крестьянской семье в 23 ноября 1925 года в селе Широковском Широковского сельсовета Далматовского района Шадринского округа Уральской области РСФСР, ныне село входит в Далматовский муниципальный округ Курганской области. Русский.
В 1939 году окончил Широковскую школу-семилетку. В 1939—1941 годах учился в Далматовской средней школе. В 1941 году окончил трёхмесячные курсы трактористов, работал в Далматовской машинно-тракторной станции.
В январе 1943 года призван Далматовским РВК. Учился в военном танковом училище, но не окончил. Участник Великой Отечественной войны. С ноября 1943 года был механиком-водителем танка Т-34, был ранен в первом бою под Невелем. Служил старшим писарем роты техобеспечения 5-й мотострелковой Краснознамённой бригады 5-го танкового Двинского корпуса. Член ВЛКСМ с 1945 года. После окончания войны продолжил службу в частях Уральского военного округа. Во время службы окончил вечернюю школу в Пышме Свердловской области. Демобилизован в 1947 году.
Вернулся в родное село, работал трактористом.
В 1950 году окончил Свердловский дорожно-механический техникум при ГУШОСДОРе МВД СССР. Работал инженером транспортного отдела треста «Уралзолото».
С 1953 года главный инженер Евсинской машинно-тракторной станции в Голышмановском районе Тюменской области, вскоре назначен её директором. 
С 1954 года член КПСС.
После упразднения МТС в 1958 году избран председателем колхоза имени Кирова того же района, затем работал директором совхоза «Хмелёвский» того же района.
В феврале 1963 года назначен директором строящейся птицефабрики «Боровская», п. Боровский Тюменского района Тюменской области. В 1964 году фабрика введена в строй. В 1973 году птицефабрику посетил председатель Совета Министров СССР Алексей Николаевич Косыгин. В феврале 1976 года птицефабрика награждена орденом Трудового Красного Знамени.
В 1967 году заочно окончил агрономический факультет Курганского сельскохозяйственного института. В 1977 году окончил аспирантуру при Всесоюзном научно-исследовательском институте птицеводства.
Депутат Тюменского областного Совета депутатов трудящихся трёх созывов, член Тюменского областного комитета КПСС (1971—1978), член Тюменского районного комитета КПСС.
С 1970 года член Совета Всемирной ассоциации птицеводов, член Научно-технического совета Министерства сельского хозяйства СССР (1971—1978).
В декабре 1979 года назначен генеральным директором треста «Птицепром» в Рязанской области, а директором птицефабрики «Боровская» стал Александр Андреевич Созонов.
С 1987 года генеральный директор производственного объединения «Рязанское».
С 1990 года на пенсии. Жил в селе Вышгород Рязанского района Рязанской области.
Сергей Михайлович Никулин умер 18 декабря 1997 года в селе Вышгород Вышгородского сельсовета Рязанского района Рязанской области, ныне село — административный центр Вышгородского сельского поселения того же района и области.

## Награды
- Герой Социалистического Труда, 23 декабря 1976 года
  - Орден Ленина № 425944
  - Медаль «Серп и Молот» № 18571
- Орден Ленина, 1 сентября 1973 года
- Орден Октябрьской Революции, 8 апреля 1971 года
- Орден Отечественной войны I степени, 6 ноября 1985 года[3]
- Орден Трудового Красного Знамени, дважды: 11 января 1957 года, 22 марта 1966 года
- Орден Дружбы народов
- Медаль «За боевые заслуги», 16 мая 1945 года[4]
- Юбилейная медаль «За доблестный труд. В ознаменование 100-летия со дня рождения Владимира Ильича Ленина»
- Медаль «За взятие Берлина»
- Медаль «За освобождение Варшавы»
- Лауреат Премии Совета Министров СССР, 1972 год
- Две Золотые медали ВДНХ

## Книга
Никулин С.М., Созонов А.А. Боровская птицефабрика. — М.: Колос, 1973. — 72 с. — (Передовые хоз-ва страны). — 8000 экз.